# Hometown Glory
Hometown Glory is de eerste hitsingle van jazz-soul zangeres Adele, van haar debuutalbum 19. De single kwam uit  op 22 oktober 2007 in Groot-Brittannië. In 2008 werd dit nummer nogmaals uitgebracht als 4e single (heruitgave).
In Nederland en de rest van Europa werd Hometown Glory uitgebracht als derde single (na Chasing Pavements en Cold Shoulder) in 2008, het nummer bleef toen steken in de tipparade. Op 17 mei 2009 werd het nummer (ook hier) weer opnieuw uitgebracht en bleef het tot eind juni opnieuw in de tipparade hangen, totdat veel diskjockeys het nummer oppikte na de dood van Michael Jackson en het als een ode aan hem zagen, vanwege de melodische klanken van het piano spel in de muziek. Ook Adeles optreden tijdens het North Sea Jazz Festival van 16 juli 2009 heeft hier aan bijgedragen.

## Achtergrond
Adele heeft het nummer van Hometown Glory al op haar 16e geschreven, nadat haar moeder haar aanmoedigde om het huis te verlaten voor de universiteit. Ze had moeite om de stap te zetten en haar geboortegrond te verlaten, maar schreef het nummer op haar kamer binnen 10 minuten.
In het nummer bezingt ze de mooie kanten van haar wijk Tottenham, Londen.
De clip van Hometown Glory bestaat uit een liveoptreden-video, die is opgenomen in Hayes, West-Londen, op het dak van het Iceland-Wilkinson autopark.

## Hitnoteringen
| "Hometown Glory" in de Nederlandse Top 40 - binnen: 4 juli 2009 | "Hometown Glory" in de Nederlandse Top 40 - binnen: 4 juli 2009 | "Hometown Glory" in de Nederlandse Top 40 - binnen: 4 juli 2009 | "Hometown Glory" in de Nederlandse Top 40 - binnen: 4 juli 2009 | "Hometown Glory" in de Nederlandse Top 40 - binnen: 4 juli 2009 | "Hometown Glory" in de Nederlandse Top 40 - binnen: 4 juli 2009 | "Hometown Glory" in de Nederlandse Top 40 - binnen: 4 juli 2009 |
| Week                                                            | 1                                                               | 2                                                               | 3                                                               | 4                                                               | 5                                                               |                                                                 |
| --------------------------------------------------------------- | --------------------------------------------------------------- | --------------------------------------------------------------- | --------------------------------------------------------------- | --------------------------------------------------------------- | --------------------------------------------------------------- | --------------------------------------------------------------- |
| Nummer                                                          | 40                                                              | 34                                                              | 25                                                              | 26                                                              | 33                                                              | uit                                                             |

### NPO Radio 2 Top 2000
| Nummer met noteringen in de NPO Radio 2 Top 2000 | '15 | '16 | '17 | '18 | '19 | '20 | '21 | '22  | '23  | '24 |
| ------------------------------------------------ | --- | --- | --- | --- | --- | --- | --- | ---- | ---- | --- |
| Hometown Glory                                   | 491 | 687 | 893 | 665 | 955 | 970 | 884 | 1109 | 1036 | 545 |

1. ↑  Een vetgedrukt getal geeft de hoogste notering aan.
2. ↑  2015 was het eerste jaar met een notering voor dit nummer.